# The Vanguard Group
The Vanguard Group, Inc. är ett amerikanskt multinationellt investmentbolag som har verksamheter på fyra kontinenter; Asien, Europa, Nordamerika och Oceanien. De har fler än 30 miljoner investerare fördelat i 170 länder världen över den 31 januari 2020. De förvaltar ett kapital på 5,7 biljoner amerikanska dollar för den 30 april 2020.
Företaget grundades den 1 maj 1975 av John C. Bogle.
Vanguard har fler än 17 600 anställda och huvudkontoret  ligger i Valley Forge i Pennsylvania.

## Närvaro
De har närvaro på följande platser världen över.
| Asien: - Hongkong, Kina - Peking, Kina - Shanghai, Kina - Singapore - Tokyo, Japan | Europa: - Amsterdam, Nederländerna - Dublin, Irland - Frankfurt, Tyskland - London, England, Storbritannien - Paris, Frankrike - Zürich, Schweiz | Nordamerika: - Charlotte, North Carolina, USA - Mexico City, Mexiko - Scottsdale, Arizona, USA - Toronto, Ontario, Kanada - Valley Forge, Pennsylvania, USA - Washington, D.C., USA | Oceanien: - Brisbane, Australien - Melbourne, Australien - Sydney, Australien |